# 中国科学院光电技术研究所
中国科学院光电技术研究所简称光电所，是中国科学院在中国西南地区规模最大的研究所。分市内和南郊两部分。设有光电跟踪测量技术、应用光学与图像处理技术、特种光学材料、超精对准、定位技术、电视技术、激光应用、超精刻划与测角技术、自适应光学、精密机械工艺技术、情报资料等研究室。

## 历史
中国科学院光电技术研究所的前身是国防科委第十研究院于1969年筹建的三线科研单位。1970年6月开始在成都大邑县雾山乡动工兴建，初名中国人民解放军1019所(现改建为雾山三线记忆展览馆)。1973年4月，中国人民解放军1018所（现长春光机所）分迁部分人员至1019所。1973年4月中国科学院长春光学精密机械研究所进行人员分迁。1973年7月，1019所正式投入科研试制工作。设6个研究室和6个试制加工车间。1975年12月划归为中国科学院管理，更名为中国科学院光电技术研究所。1979年，光电所决定在成都市南郊双流县兴建新址，1988年完成整体搬迁工作。1981年开始研究生招生培养工作。主办中文期刊《光电工程》。

## 机构设置

### 科研系统
- 超精密光学技术及装备总体部
- 空天光电技术事业部
- 薄膜光学相机总体室
- 光电工程总体研究室
- 光电探测技术研究室
- 微电子装备总体研究室
- 光电探测与信号处理研究室
- 自适应光学技术研究室
- 开放研究室
- 薄膜光学技术研究室
- 科技信息与情报中心
- 精密机械制造中心
- 先进光学研制中心
- 光电工程总装中心
- 光学轻量化与新材料技术中心
- 质量检验与计量中心

### 管理系统
- 所长办公室
- 党群办公室
- 保密处
- 人事教育处
- 科技处
- 资产管理处
- 财务处
- 质量管理处
- 安保办公室
- 科技成果转化处
- 四川科奥达集团有限公司

## 历任领导

### 所长
| # | 姓名   | 任期                   | 注释 |
| - | ------ | ---------------------- | ---- |
| 1 | 高福晖 | 1980年7月－1984年2月   |      |
| 2 | 张礼堂 | 1983年7月－1995年9月   |      |
| 3 | 马佳光 | 1995年9月－1999年12月  |      |
| 4 | 姚汉民 | 1999年12月－2003年12月 |      |
| 5 | 张雨东 | 2003年12月－2015年11月 |      |
| 6 | 罗先刚 | 2018年11月－           |      |

### 党委书记
| # | 姓名   | 任期                  | 注释 |
| - | ------ | --------------------- | ---- |
| 1 | 刘允中 | 1974年2月－1980年12月 |      |
| 2 | 侯惠仁 | 1981年3月－1984年2月  |      |
| 3 | 许连山 | 1984年2月－1987年6月  |      |
| 4 | 田 瑜  | 1987年6月－1995年12月 |      |
| 5 | 姚汉民 | 1995年－1999年12月    |      |
| 6 | 陈胜利 | 2000年1月－2011年9月  |      |
| 7 | 杨 虎  | 2011年9月－           |      |